# Буавер-Лакруа, Алекс
Алекс Буавер-Лакруа (англ. Alex Boisvert-Lacroix; род. 8 апреля 1987 года, Шербрук) — канадский конькобежец, бронзовый призёр чемпионата мира 2016 года на дистанции 500 метров.
Алекс Буавер-Лакруа начинал свою спортивную карьеру в шорт-треке, в 2007 году стартовал в Кубке мира. В 2010 перешёл в конькобежный спорт. В сезоне 2015/2016 занимал призовые места на этапах Кубка мира. В 2016 году на чемпионате мира на отдельных дистанциях занял третье место на дистанции 500 метров.

## Спортивные достижения
| Год  | ЧM на отдельных дистанциях | ЧM спринт               | Кубок мира |
| ---- | -------------------------- | ----------------------- | ---------- |
| 2012 |                            |                         | 28e 500 м  |
| 2013 |                            |                         | 22e 500 м  |
| 2014 |                            |                         | 35e 500 м  |
| 2015 |                            |                         | 37e 500 м  |
| 2016 | 500 м                      | 18е (6е, 23е, 14е, 23е) |            |